# Ksawery Burski
Ksawery Lucjan Burski (ur. 1938 w Zagórzycach) – polski sinolog i dyplomata, ambasador Rzeczypospolitej Polskiej w Indonezji (1995–1999) i Chinach (2000–2004).

## Życiorys
Odbył kurs języka chińskiego na Uniwersytecie Pekińskim (1956). Został absolwentem pekińskiego Instytutu Stosunków Międzynarodowych, kształcił się również w Szkole Głównej Planowania i Statystyki w Warszawie.
Od 1961 do czasu przejścia na emeryturę w 2005 związany z dyplomacją polską jako urzędnik w Ministerstwie Spraw Zagranicznych (głównie z Departamentem Azjatyckim). Przez lata pracował na placówkach dyplomatycznych w Azji – jako attaché, I sekretarz ambasad w Singapurze i Kuala Lumpur, a później radca ambasady w Pekinie. W latach 1989–1991 pełnił funkcję doradcy ministra, prowadził w tym samym czasie zajęcia w Instytucie Orientalistycznym Uniwersytetu Warszawskiego. Przez kolejne trzy lata zajmował stanowisko ministra pełnomocnego w ambasadzie w Pekinie. Od 1995 do 1999 sprawował urząd ambasadora w Indonezji, w 1998 uzyskując akredytację również w Singapurze. W 2000 ponownie został ambasadorem – tym razem w Chińskiej Republice Ludowej. Swoją misję dyplomatyczną wykonywał tam do 2004. Po odejściu z czynnej służby zajął się doradztwem w MSZ i współpracą z uczelniami wyższymi.
Jest współautorem publikacji Rewolucja kulturalna w ChRL. Wybór dokumentów i materiałów (PISM, Warszawa 1969) oraz autorem książki Tradycje i sztuka kulinarna Chin (Dialog, Warszawa 1995).

## Odznaczenia
- Krzyż Komandorski Orderu Odrodzenia Polski (2004)[4]
- Krzyż Komandorski z Gwiazdą Orderu Odrodzenia Polski (2010)[5]